# Juan Pablo Galavis
Juan Pablo Galavis (nacido el 5 de agosto de 1981) es un ex centrocampista/delantero de fútbol profesional estadounidense-venezolano nacido en Estados Unidos, que se retiró en 2008. En 2013, fue elegido como la primera estrella latina del reality show de ABC, The Bachelor.

## Biografía

### Primeros años y carrera futbolista
El segundo de tres hermanos, Galavis nació en Ithaca, Nueva York, de padres venezolanos, se trasladó con su familia a Barquisimeto, Venezuela, cuando tenía 2 años. Regresó a los Estados Unidos para jugar al fútbol universitario para los Roberts Wesleyan College, donde a partir de 2006 fue empatado con otros dos para el tercer número de asistencias de ese equipo (25). Después de varias temporadas jugando en la Primera División Venezolana con Dep. Italchacao, Monagas SC, Aragua FC y Guaros de Lara, se unió al Miami FC en febrero de 2008.

### Carrera en el entretenimiento
Dejó el fútbol después de su temporada 2008 con Miami y comenzó su carrera en el negocio de la música con el trabajo promocional en la barra de Miami y la escena del club. Alrededor de este tiempo también comenzó a trabajar con los músicos/compositores venezolanos Frank Santofimio y Mario Donoso. Comenzaron a promocionar el dúo venezolano Chino y Nacho.
Galavis empezó a filmar comerciales de televisión y tuvo un corto período trabajando como presentador de televisión para un programa deportivo con sede en Miami, Mega News de Mega TV.
Galavís apareció como un concursante en la realidad ABC-televisión de citas de la competencia The Bachelorette en mayo de 2013, pero fue eliminado a medio camino en la temporada. El 5 de agosto de 2013, ABC anunció que sería la estrella en la temporada 18 de The Bachelor, programada para estrenarse en enero de 2014. 
Como latino, fue la primera persona de una población étnica en Estados Unidos en ser elegido como soltero después de 17 ediciones anteriores. Sin embargo, demostró ser uno de los solteros más divisivos de la franquicia. También se opuso a la idea del que programa hiciera una edición con un soltero abiertamente gay, diciendo: "No creo que sea un buen ejemplo para que los niños vean eso en la televisión" y que las personas homosexuales son "más pervertidas en cierto sentido". ABC, Warner Horizon Television y los productores del programa respondieron con una declaración conjunta que decía: "Los comentarios de Juan Pablo fueron descuidados, irreflexivos e insensibles, y de ninguna manera reflejan los puntos de vista de la cadena, los productores o el estudio del programa". Galavis se disculpó, diciendo que los comentarios fueron sacados de contexto y citando su falta de fluidez en inglés, diciendo: "La palabra pervertido no era lo que quería decir...".

## Vida personal
Galavis y su exnovia, la actriz venezolana Carla Rodríguez, tienen una hija, Camila nació el 14 de febrero de 2009. Escogió a Nikki Ferrell en la temporada 18 de The Bachelor, pero los dos terminaron su relación en octubre de 2014. En 2016, comenzó a salir con la modelo, presentadora y Miss Venezuela Tierra 2011, Osmariel Villalobos. El 7 de agosto de 2017, se anunció que los dos se habían casado. 
El 13 de agosto de 2019, firmó su divorcio con osmariel Villalobos